# Rejon Tałas (Kazachstan)
Rejon Tałas (kaz.Талас ауданы) – jednostka administracyjna na południu Kazachstanu w obwodzie żambylskim. Centrum administracyjnym jest miasto Karatau
Rejonu o powierzchni 12,2 tys. km² powstał w 1928 roku. Liczba ludności w 2011 roku wynosiła 51 tys. osób. 24 miejscowości są skupione w 13 okręgów.

## Geografia
Większą część regionu stanowią równiny. Na południowym zachodzie znajduje się południowo-wschodnie pasmo gór Karatau, które od północy przechodzi w pustynię Mojynkum. Najwyższy punkt stanowi góra Kempirtobe (409 m).
Rejon obfituje m.in.w: fosforany, marmur, granit, uran, chalcedon, ołów, baryt oraz gaz ziemny. Gleby to głównie szaroziemy, a na północy piaski.
Przez ziemię Tałas przepływają rzeki Tałas, Asa, Kaktal, Tamdy. Mieszczą się tutaj także jeziora: Bilikol, Akköl, Akżar, Aszczykol oraz Tuzdykol.
Największe miejscowości to: miasto Karatau oraz wsie: Akkol, Ojik, Uszaral, Szarkirow oraz Akkum.

## Fauna i flora
Tereny te zamieszkiwane są przez wilki, lisy, zające, suhaki stepowe, susły. Wśród ptaków należy wymienić gęsi oraz kaczki. Ziemie te porośnięte są przez piołun, tamaryszek, saksauł oraz gatunek solanki: Salsola arbuscula.

## Podział administracyjny
1. Okręg Akkol
2. Okręg Akkum
3. Okręg Berikkajnar
4. Okręg Kenes
5. Okręg Koktal
6. Okręg Karatau
7. Okręg Kaskabulak
8. Okręg Kizylaun
9. Okręg Ojik
10. Okręg Tamdy
11. Okręg Uszaral
12. Okręg Bostandik
13. Okręg Szakirow

## Zabytki
- Twierdza Babajkorgan